# دبرا کاگان

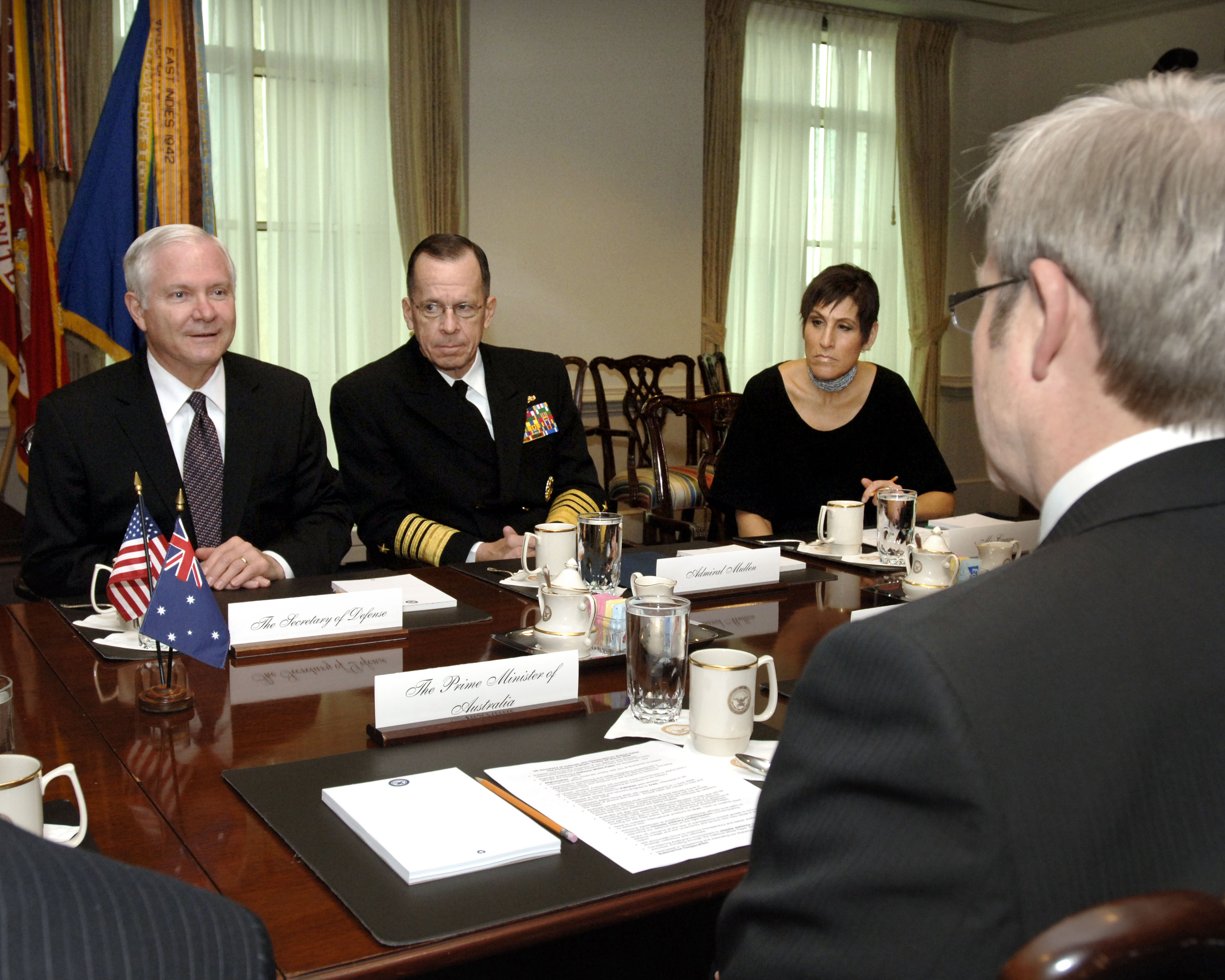
دبرا کاگان، نفر سوم از سمت چپ

دبرا کاگان (به انگلیسی: Debra L. Cagan) زادهٔ اسفند ۱۳۳۲، سیاست‌مدار زن آمریکایی و رابط پیشین سیاست خارجی در آمریکا است. وی مشاور رئیس جمهور سابق ایالات متحده آمریکا، جورج دبلیو بوش بود.
نشریه دیلی میل به نقل از گروهی ازنمایندگان مجلس بریتانیاعنوان کرد که کاگان در اظهار نظری گفته است که: «من از همه ایرانیان متنفرم» ولی پنتاگون بیان این جمله از سوی کاگان را تکذیب کرد